# 新店救護車阻擋事件
新店救護車阻擋事件為2010年12月24日發生於臺灣臺北縣新店市（現今的新北市新店區）的爭議事件，駕駛人蕭明禮所駕MCC SMART紅色小客車刻意阻擋臺北縣政府消防局新店分隊護送的病危余姓老婦，蕭姓駕駛將手臂伸出車窗外比中指示威。臺灣臺北地方法院檢察署最終於2011年3月28日偵結，蕭明禮獲緩起訴處分。此事件最初在知名BBS平台批踢踢曝光後，再由臺灣媒體報導成為新聞。蕭明禮的態度亦引起輿論撻伐及討論。
其父蕭師言於事後Call-in至政論節目發表言論為子反駁，事後有唐湘龍與立法委員邱毅等名嘴宣稱接到蕭母孫香蘭的關說電話，中間亦傳出當事人影響媒體輿論、警方給予特權免於媒體拍攝等說法。事經多日，蕭明禮之後透過中央通訊社發稿。國立臺灣大學以蕭明禮有發表道歉信為由，免予退學處分。
整起事件過程中，蕭明禮甚少親自出現在媒體上說明，引發不少爭議。而臺灣網友人肉搜索，加上臺灣媒體刻意渲染，一度引起不少輿論界人士迴響，蕭明禮被媒體與網友廣稱為「中指蕭」或「新店中指哥」。

## 事件經過
2010年12月24日18時21分，臺北縣（目前已改制為新北市）消防局新店分隊獲報一名86歲的余姓老婦在家中已停止呼吸和心跳，隨即派遣救護車前往。救護人員發現患者無意識且昏迷指數為3，現場立即進行心肺復甦術（CPR）並準備緊急送醫，於18時41分出發前往新店天主教耕莘醫院。救護車於新店市北新路三段、大豐路口前遇到紅燈，周圍車輛聽到救護車鳴笛聲大多禮讓，但一輛MCC SMART紅色小客車（即4569-ER）在其餘車輛為救護車暢道時，卻將車道變換至救護車行駛之車道前方，因而阻擋救護車去路。救護車不停鳴按喇叭警示，且旁邊機車騎士亦趨前勸告該小客車駕駛，該駕駛蕭明禮卻不予理會，並做出豎中指手勢。
綠燈後，除該小客車之外的其餘車輛幾乎均已自動讓道，因此該小客車前方並無車輛阻擋，卻仍行駛在救護車前，且每當救護車欲變換車道超車時，該小客車也隨之變換車道繼續阻擋救護車且數次急煞意圖使救護車撞上，救護車也被迫緊急煞車。當時救護人員正在為老婦進行CPR急救過程，煞車導致車上正在進行急救的黃姓隊員撞上徐姓隊員，徐姓隊員的背部再被推擠而撞上救護車車廂、余姓老婦跌落，急救過程被迫中斷。有數十秒時間被迫中斷對病患進行CPR急救，使救護車上醫護人員無法為病患實施急救，四分鐘路程並被延誤到五分多鐘，送醫時間也因此延誤數分鐘。患有心臟病及高血壓病史的86歲余姓老婦人到院後即宣告死亡，當時駕駛救護車和施與急救的黃、徐等三名消防隊員均向新北市政府警察局新店分局提出告訴。
事後部分媒體公佈違法駕駛之姓名是國立台灣大學歷史系博士生蕭明禮，因擔心身分曝光，曾一度拒絕到案偵訊。由於新店分局前聚集眾多記者，蕭明禮父母要求於另一派出所作筆錄。於25日傍晚到案時，辯稱因罹患躁鬱症及長期服藥，當晚聽到救護車警笛聲後突然病發，並不知道自己做出挑釁動作。警方偵訊後，先將蕭男依妨害公務罪嫌函送法辦，經警方透過媒體轉述，家人宣稱蕭明禮具有精神官能症，並出示藥包佐證，但醫院方面並無就診紀錄。
根據觀看過影片的精神科醫生楊聰財初步判斷，能根據紅綠燈的指示駕駛開車的蕭明禮應該沒有其所謂的精神疾病，就讀臺灣大學與他共事的助教與同學也指出，之前相處時完全看不出有相關疾病。《2100全民開講》來賓董智森亦質疑，若父母明知蕭患有精神病症，為何仍讓他開車上路。

## 當事者雙方說法

### 受害者余姓婦人家屬
- 事發時，余姓老婦的女兒非常氣憤，當場表示要報警處理，並透過消防分隊表示該名阻擋急救的駕駛人行徑惡劣，且向警方表示他「太過分」，將於處理完母親的後事後提告[9]。
- 當晚在救護車陪同母親就醫的受害者女兒於事發隔日到教會與神父長談許久，她在受訪時表示，是否對惡劣駕駛提告交給天主處理，不過想起事發經過時，心情還是會激動[7]。
- 壹週刊影像與報導說明，受害者家屬拒絕蕭明禮進入受害者老太太的告別式[10]。

### 受害消防隊員
- 消防新店分隊說明，蕭明禮從犯案至今從未到事發之消防隊上表示歉意，完全看不出有絲毫悔意。刑事部分由分隊報警提告，消防隊認為此案具有宣導意義，可使得救護車出勤時獲得社會大眾更多的禮讓及尊重[11]

### 當事人與其家屬說法
- 根據警方轉述，蕭明禮應訊時眼眶含淚，情緒低落；指事發當時因救護車鳴笛大作又猛按喇叭，讓他極度緊張而導致躁鬱症發作。想轉向右邊讓道，卻被一輛公車擋住。他又說，突然緊急煞車是想停車讓救護車先通過，亦不記得自己有比過什麼手勢[7]。
- 據壹週刊採訪報導，蕭母孫香蘭轉述蕭明禮說法，不願親自出面的原因為「不願隨媒體作秀」及「避免余老太太二度傷害」[10]。
- 蕭父蕭師言聲稱蕭明禮「知錯、認錯，並願意改錯，接受司法應有的處分，有病之身的蕭明禮接觸宗教，每個星期都開始上教堂，參加兩三個公益團體擔任志工，課業依學校規定，其餘時間在家自修。」[12]

## 後續事件發展
- 2010年12月25日，蕭明禮由父母陪同到警局，聲稱當時被救護車警笛聲驚嚇導致精神官能症發作且出示藥包，但並無可證實確有精神疾病的醫囑，也未有任何主治醫師的佐證。
- 2010年12月26日，TVBS《2100周末開講》談論此事，身為資深媒體人的蕭父蕭師言call-in至節目中，指責名嘴：「不知道我兒子的病症嚴不嚴重，你們這樣說我兒子怎麼樣怎麼樣，這點你們就不合格，我兒子快被你們逼死了。」蕭父於節目中聲稱：「我兒子當時第一是不知道她有病，不知鳴警笛的救護車上載有病人，第二是我兒子當時確實有聽到這個東西，所以他當時驚慌失措。」並要求節目名嘴「不了解就別說話」，但當場遭節目來賓們砲轟，事後更引發各界譴責其父子道德淪喪還無恥狡辯的聲浪。部分網友也發動人肉搜索[13]，查詢蕭家的相關個人資料。
- 2010年12月27日，有網友人肉搜索出蕭明禮是臺灣大學歷史學研究所博士生，臺灣大學也證實他確為該校博士班七年級學生，且預定於2011年1月進行學位口試。
- 2010年12月28日，新聞傳出蕭明禮情緒低落，新北市政府警察局新店分局副分局長斯儀仙主動前往蕭家探視表達關懷[14]。
- 2010年12月28日晚間，TVBS《新聞夜總會》時事節目中，主持人李艷秋與來賓唐湘龍、朱學恆、林朝鑫等人指稱蕭明禮的行為有讓道，但朱學恆質疑「讓道」的意思並語帶保留，江岷欽則說蕭明禮第一時間無惡意和沒有反社會人格。
- 2010年12月29日資深媒體人陳揮文晚間在TVBS《2100全民開講》上砲轟蕭父「再讓我逮到你企圖利用媒體喬，我就全部公布出來！」蕭明禮的母親孫香蘭在看到陳揮文節目上的「嗆聲」之後，播打立委邱毅手機多通，據邱毅說蕭母指責他說的不對並痛罵他[15]。
- 2010年12月30日的報導指出，蕭家父母護子心切，傳出近日內已數度於私底下企圖向媒體各名嘴關說及掩蓋真相之消息[15]。
- 2011年1月4日，蕭明禮透過中華民國官方中央通訊社發表公開信，向死者家屬與社會大眾致歉，並表示將以擔任志工、從事社會服務的方式彌補過錯，再度被認為未真心悔過並濫用特權[16]。
- 2011年1月11日，台大校方對蕭明禮施予兩大過兩小過之留校察看重懲，理由是「引發負面觀感，嚴重影響校譽」[17]。
- 2011年1月12日，蕭明禮前往余姓老婦告別式致意，遭余家拒絕[18]。
- 2011年3月28日，臺北地檢署偵結，檢方認定其犯後態度良好，蕭明禮緩起訴處分[19]。

## 媒體關說疑雲
- 12月29日時，疑似受到輿論壓力的影響，紛紛指責蕭明禮之行為。李艷秋多次強調蕭男確實是「惡意阻擋」，公開影片證實蕭明禮的比中指行為。唐湘龍則表示：「蕭家事後應該出來道歉，且以新聞人（蕭師言和孫香蘭）的個性，遇到不平應該據理力爭，但這次蕭家卻異常低調。」[20]
- 數日後，部分媒體傳出蕭父蕭母私下關說名嘴之新聞，唐湘龍亦坦承20年前曾和蕭母一起跑過新聞，並坦承事發後曾與蕭母兩度通電話，兩通時間加起來約五分鐘。電話中，唐湘龍多次詢問蕭母，蕭當時的態度究竟是無意還是故意，但蕭母始終不願意說明。唐湘龍表示，蕭母不願通話內容被轉述，而蕭母也在電話中「特別謝謝他的體諒」[2]。
- 曾接受蕭明禮父親蕭師言專訪過的立法委員邱毅表示，其實26日晚間也有接到蕭母孫香蘭播打他的手機多次，痛罵他們在節目上評論得不正確，邱毅稱蕭家企圖關說他但未成功。
- 資深媒體人陳揮文在29日晚間在政論節目上怒斥蕭父：「認識幾個媒體記者了不起喔！囂張什麼？」更向蕭父喊話：「再讓我逮到你企圖利用媒體喬，我就全部公布出來！」[21]

## 後續處理

### 警方
- 事發後，新店分局有大量記者前往關注，原應該在新店分局三組，蕭明禮母親孫香蘭擔心蕭明禮身分曝光，在蕭家人的要求下，蕭明禮臨時被送到另一派出所做筆錄，蕭明禮身分得以未曝光[8]。
- 新北市警察局新店分局副分局長斯儀仙主動前往蕭家探視，之後向媒體透露：蕭明禮已深感自責，有意負起法律責任，希望社會給予機會；而目前蕭明禮在輿論壓力下瀕臨情緒崩潰，須隨時有人陪伴。其父母雖曾與余家聯繫當面致歉事宜，但因對方不願透露地址而未能成行。
- 新北市警察局新店分局副分局長斯儀仙並未探視更該予以探視的受害者家屬與受傷的救護人員。
- 警方認為維基百科條目有觸犯《個人資料保護法》之嫌疑，可加以法辦[22]。

### 檢方
- 檢察官以妨礙公務罪處理與起訴蕭明禮而非刑法公共危險罪。後以受害者於事發前已斷氣，表示蕭明禮對受害者婦人無相關刑責。根據值勤的消防員，當時受害者老婦心跳雖停止但仍有體溫，家屬要求送醫急救[8]。
- 臺北地檢署雖認定蕭明禮涉及惡意阻擋救護車之妨害公務罪嫌，但檢方偵辦後指出，因考量蕭明禮事後有悔意，犯後坦承犯行，認為其犯後態度良好，且已向就讀之臺灣大學寫報告說明，臺大已將他記過處分，經學校處分後，應知所警惕。偵查中，曾寫悔過書給檢察官，檢察官決定從輕發落給予緩起訴，一年內若無其他犯行即可免於起訴，不必留下前科[23][24]。

### 校方
- 臺灣大學學務長馮燕說，蕭明禮已為成年人，應有足夠的能力處理各種狀況，有校友反映要求學校立即懲處[25]。
- 事發之初，臺灣大學校方表示，蕭明禮阻擋救護車事件已由司法偵辦，但學校目前暫不處分，在等待司法程序結束一個段落之後，將送獎懲委員依據校規處置[26][27]。2011年1月10日，台大學生獎懲委員會表示該事件引發社會極負面觀感，嚴重影響校譽，但以蕭明禮有發表道歉信為由而免於退學處分，因此依校規給予兩大過兩小過、留校察看的處分[28]。

## 社會各界及輿論反應

### 校方反應
- 臺灣大學學務長馮燕表示，蕭明禮阻擋救護車事件，在等待司法程序結束一個段落之後，將送給獎懲委員依據校規處置，亦斟酌情況的輕重給予申誡或退學等處分[26]。
- 2011年1月10日，台大學生獎懲委員會表示，該事件引發社會極負面觀感嚴重影響校譽，因此依校規第十條與十二條給予蕭明禮兩大過兩小過、留校察看的處分，同時附帶決議要求他接受心理輔導或精神治療並且不得在校園裡開車[28]。
- 台大主任秘書廖咸浩並表示，事發後在蕭明禮同意下，台大對他進行心理輔導已有一段時間，獎懲委員會委員基於「知錯能改、善莫大焉」原則給他自新機會，但他不適合再開車，為了保護他不讓他再犯，也希望他在校外不要開車，台大會以車號列管特定的不允許車輛進入校園[17]。

### 學術界看法
- 前中央研究院院長李遠哲在接受媒體採訪時，針對這件事表示：「博士生和一般公民一樣，只是唸的書比較多，就要負比較多的社會責任。」李遠哲更提到，如果一個人沒有理想、沒有道德，存在的價值就很少[29]。
- 師大名譽教授吳武典痛批，學歷越高公德心越差，大學以上的學分沒有品德教育課程，公德心及道德觀未從小扎根，難怪會出現「高學歷卻是道德笨蛋」的怪現象。他呼籲請當事人自律和自省，另透過「社會公論」，如網友串聯等，以建立是非價值觀[6]。
- 國立東華大學副校長張瑞雄，投書媒體表示近日校園霸凌、博士生比中指和學生自殘自殺都和教育息息相關，教育辦不好的國家絕對不可能成為進步的國家[30]。
- 正修科技大學副教授王玉佩投書媒體表示，台灣社會就是因為教養出了問題，愈來愈多人不能將心比心，更不知禮讓既是修養也是善行功德，所以亂象才會叢生[31]。

### 官員與民代看法
- 立法委員羅淑蕾認為現行《道路交通管理處罰條例》中的相關罰責太輕，只處汽車駕駛人新臺幣600元以上1800元以下罰鍰，因而提案修法，將惡意阻擋救護車的駕駛行為加重比照酒後駕駛處罰。妨礙救護車因而致人重傷或死亡者，吊銷駕駛執照並不得再考領[32]。
- 交通部次長葉匡時在2010年12月29日表示不會因單一的蕭事件而修改交通罰則，問題是出在駕駛人的道德教育[33]。
- 於民國100年（2011年）5月3日，立法院仍然修正《道路交通管理處罰條例》第45條，同年5月18日總統令公布，7月18日行政院令定自同年8月1日施行，規定汽車駕駛人，爭道行駛有聞消防車、救護車、警備車、工程救險車之警號，不避讓者除罰鍰外，並吊扣駕駛執照三個月[34]，有別於不立即避讓的較輕罰則[35]。但爾後阻擋救護車之事仍然沒有減少，所以民國104年（2015年）5月5日，立法院進一步修正《道路交通管理處罰條例》第45條，同年5月20日總統令公布，8月10日行政院令定自同年8月15日施行，規定：「聞消防車、救護車、警備車、工程救險車、毒性化學物質災害事故應變車之警號，不立即避讓者，處汽車駕駛人新臺幣三千六百元罰鍰，並吊銷駕駛執照。」

### 媒體界看法
- 事發之初，蘋果日報以標題「擋救護車害死人，惡駕駛現身哭有病，不記得比中指嗆聲！」之描述[36]。
- 《人間福報》社論表示，台灣社會出現的怪現象就在道德。人文精神沒落了，倫理觀念式微了，行為全憑個人好惡。要根本解決社會亂象，還是要回歸家庭倫理觀念，一切都要從教育著手，最根本的就是重建道德標竿[37]。
- 資深媒體人陳揮文表示，這事件不但會讓蕭明禮永遠被社會記住，也提醒那些因被關說而說法大轉彎、涉嫌為蕭明禮一家護航的名嘴與媒體人，其所言與形象也將被社會永遠記住，並評論道：「置入性關說就是霸凌！」[21]
- 資深媒體人楊文嘉表示：「整篇道歉聲明中不斷提及台大和師長，顯示不是真心感到抱歉，而是充滿功利意圖。」
- 資深媒體人陳揮文憤怒地表示：「今天隨隨便便拿出一張有中指蕭簽名的紙就說是道歉聲明，誰知道是真是假，而且更重要的是，中指蕭不只該為向救護車嗆聲一事道歉，蕭家人更應該為關說媒體來道歉！」
- 電視名嘴陳鳳馨表示，雖然聲明上寫「有愧於學生應有之行為」，但對她而言，惡擋救護車這種行為根本是有愧生於「人」，呼籲司法應該要以最嚴格的標準來評審[38]。

### 網路輿論
- 知名社群網站Facebook有網友發起聯署，要求蕭明禮出面道歉並面對司法，短短六天就有16萬網友加入呼應[39]。
- 網友統計2010年所發生各式各樣、光怪陸離的社會事件的人氣度、熱門度、討論度等綜合評比，選出「新．台灣五霸」，點名余祥銓、盧映潔、陳銳、李戡及蕭明禮五人，並改編金庸小說的武林稱號，組成「東拳、西盧、南銳、北戡、中指蕭」。
- 部份網友認為台大對蕭明禮的處分還是太輕，應該給予退學處分才合理[17]。
- 知名網路作家九把刀在演講中表示：「中指蕭這件事情，幾乎沒有可以發言的空間，因為那就是一個爛透的狀態！有時間寫公開道歉信，為什麼沒有時間去吃X？」「爛透了！汙辱『台大』這兩個字！」[40]
- 由於蕭家父母頻頻關說，媒體與警方的反應導致特權爭議，引發網友憤怒以及台灣社會輿論關注與討論，被網友喻為中國大陸的「我爸是李剛事件」台灣版本[41]。
- 有網友自掏腰包製作100件「不擋救護車」T恤，其他網友紛紛捐款相挺，前往蕭明禮位於新北市新店區的住處樓下免費發送，他說：「做錯事就應該道歉，希望藉此喚起蕭明禮的自覺。」領取T恤的民眾說：「大家要有公德心，記得禮讓救護車。」有民眾對著樓上大喊：「我比中指，但我不擋救護車。」[42]

### 其他社會輿論
- 康復之友聯盟發表聲明，譴責此種以罹患精神疾病作為「脫罪」藉口、將精神疾病汙名化的做法[43][44]。
- 姚欣進於《台灣立報》指出，部分人士認為蕭明禮有隱私權，因此眾多網友以正義之名人肉搜索是欺負蕭明禮，若個人恣意破壞規範，就意謂他絲毫不尊重社會基本價值及規範，那他在這社會的自由空間，自然就要被重新檢驗，甚至相對的被剝奪，因而蕭的隱私並非神聖不可侵犯。他還在同篇文章中質問：「難道說，任何社會惡行，都可在個人隱私之下而得以逃逸？」[45]

## 蕭明禮的公開信
- 2011年1月4日，蕭明禮透過中央社發表公開信。
- 2011年1月4日，中央社發表的公開信含有蕭明禮的完整姓名及「台大」之字眼，但臺灣媒體均將公開信中的姓名和「台大」兩字以馬賽克處理，在報導中改為「蕭X禮」，「台大」則以「母校」取代[16]。
- 2011年1月10日，台大校方以蕭明禮有發表道歉信為由而免於退學處分，因此依校規給予兩大過兩小過、留校察看的處分[28]。
- 2011年3月28日，檢方以此道歉信認定蕭明禮態度良好，坦然承認且已有悔意，作為緩起訴之依據。

## 外部連結
相關影片
- YouTube上的救護車行車記錄器影片-1，始於1分00秒（繁體中文）
- YouTube上的救護車行車記錄器影片-2，始於0分56秒（繁體中文）

惡搞文化
- 今日新聞網「新．台灣五霸」 （页面存档备份，存于）
- 網友投稿今日新聞網之惡搞小說 （页面存档备份，存于）
- 蕭中郎 之 囂張中指男 / 廖小貓出品」 （页面存档备份，存于）
- 揚指(中指男、中指蕭)」 （页面存档备份，存于）

外文媒體報導
- （日語）http://japan.techinsight.jp/2010/12/260130_hijyou_kyuukyuusya.html （页面存档备份，存于）
- （英文）Road bully a PhD student
- （英文）University student under fire for ambulance incident （页面存档备份，存于）